# 작센 선제후 요한 게오르크 1세
요한 게오르크 1세(Johann Georg I., 1585년 3월 15일 – 1656년 10월 8일)는 1611년부터 1656년까지 작센 선제후였던 인물로 그가 통치한 기간은 30년 전쟁 시기와 거의 일치한다.

## 생애

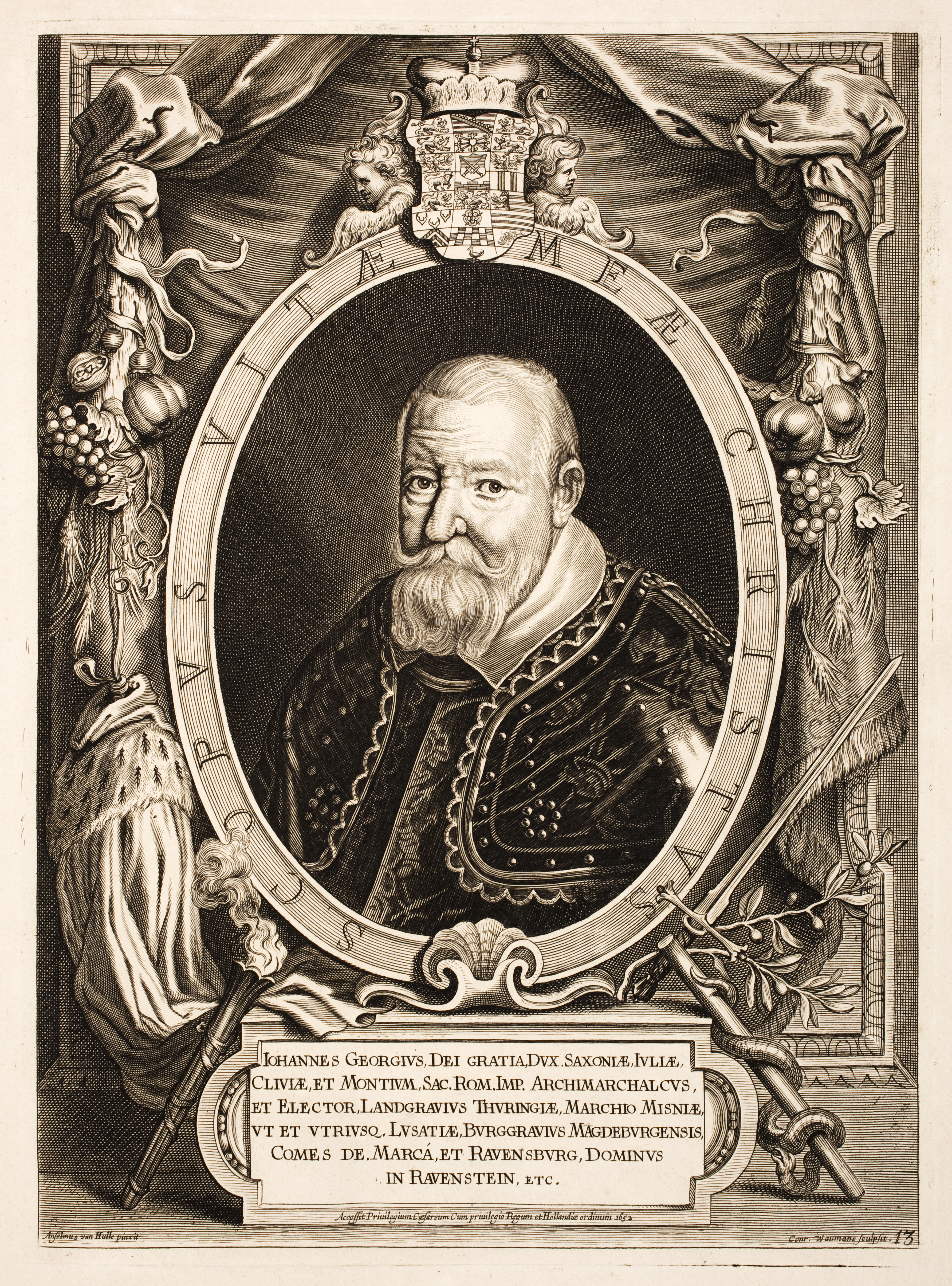
요한 게오르크 1세의 초상화

드레스덴에서 작센의 크리스티안 1세의 차남으로 태어난 요한 게오르크는 베틴가 중 알베르틴 가 쪽에 속했다. 1611년 6월 23일 그의 형 크리스티안 2세가 죽은 후 요한 게오르크는 작센 선제후 직위를 물려받았다. 작센은 이때 당시 독일 신교자들 사이에서 높은 지위를 받고 있었기 때문에 30년 전쟁 당시 작센의 지도자는 중요성이 부각되었다. 그러나 임기 초기에 게오르크는 약간 중립적인 위치를 취했다. 그는 루터파를 믿고 있었지만, 그렇다고 브란덴부르크 선제후나 팔츠 선제후국의 지위가 커지는 것을 원하지 않았기 때문이었다. 이에 작센 가문의 다른 개신교 지도자들은 작센 선제후가 그의 직위를 벗어야 한다고 주장하자 그는 신성 로마 제국과 가톨릭과 연합하려고 하였다.
이에 따라 요한 게오르크는 이스트리아 대공 페르디난트를 선출하려고 하였고, 1691년 8월 개신교 선거인단의 예상되는 반대를 무시하고 그는 페르디난트를 황제로 선출했다. 새로운 황제는 보헤미아 전역을 치르는 동안 요한 게오르크의 영지를 건드리지 않겠다고 약속함으로써 요한 게오르크의 도움을 확실시했다. 황제의 도움으로 요한 게오르크는 실레시아와 루사티아를 획득했고, 작센 선제후는 라인 강 지역의 선제후였던 프리드리히 5세를 보헤미아로부터 몰아내는데 성공했다. 그는 이후 보헤미아 지역 내의 신교도들을 탄압했다.
그러나 점진적으로 그는 개신교도들을 전멸시키려는 황제의 명백한 정책과 영지를 빼앗기지 않으려는 두려움에 때문에 그는 점점 불편한 기색을 드러냈고, 1629년 3월 배상 칙령이 내려지자 그의 두려움은 증폭되었다. 여전히 칙령으로 보호받는 지역의 선제후들이 면제를 요구하고 있었지만 요한 게오르크는 황제와의 동맹을 파기할 결정적인 방법을 마련하지 못하고 있었다. 그는 실제로 1631년 라이프치히에서 개신교 군주들의 회담을 요구했지만, 마티아스 호에 폰 호펜네그가 호소에도 불구하고 그는 공식적으로 항의했다.

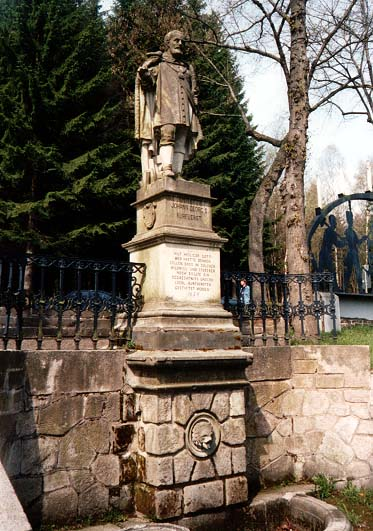
요한 게오르크의 동상.

1630년 구스타브 2세 아돌프가 독일에 상륙해 마그데부르크를 탈환하려고 했다. 그는 요한 게오르크와 동맹을 맺어 뷔르템베르크에서 엘베강을 도하하려고 했자먼 요한 게오르크는 개신교 동맹에 참여하는 것을 주저하였고, 논의는 이루어지지 않았다. 동맹을 이끌어내기 위해 구스타프 2세는 어떠한 군사도 움직이지 않았다. 신성 로마 제국 황제군 사령관 요한 체르클라에스 폰 틸리 백작도 이러한 동맹의 가능성을 우려하고 있었으며 이것이 시간 문제로 보았다. 이러한 문제를 해결하기 위해 틸리 백작은 작센을 침공했고, 교외를 약탈하기 시작했다. 이는 결국 요한 게오르크가 스웨덴과의 동맹을 체결하는데 영향을 미쳤고, 1631년 9월 이 동맹은 끝나고 만다. 브라이텐펠트 전투에서 작센 군이 참전했으나 황제군에게 격퇴당해 요한 게오르크는 도주를 시도했기 때문이다. 그럼에도 불구하고, 그는 곧 공세를 취했다. 보헤미아로 진격한 작센 군은 프라하를 침공했지만 알브레히트 폰 발렌슈타인 장군의 저항에 평화 협상을 시작하여 그의 병사들을 철수시켰다. 그러나 구스타프 2세의 주둔 효과로 그 역시 완전히 절망하지는 않았다. 1632년 뤼첸 전투에서 스웨덴군이 승리를 거두었음에도 불구하고 구스타프 2세가 전사하자 작센은 결국 스웨덴 주도의 개신교 동맹에 가입하지 않는다.
황제군에 맞서서 그는 절망적으로 전투를 벌였지만 요한 게오르크는 1635년 5월 다시 평화 협상을 요구했고 그는 페르디난트 2세와 프라하 협약을 맺었다. 그는 루사티아와 다른 영토들을 추가적으로 할양받았고, 마그데부르크 공작령이 된 아들 아우구스투스가 이것을 물려받는다는 것이었다. 그는 바로 스웨덴에 선전포고했지만 1636년 10월 비스토크 전투에서 작센이 양측에서 약탈되자 그는 불완전한 위치에 서게 되었다. 1645년 9월 선제후는 어쩔 수 없이 스웨덴과 평화 협약을 맺고 라이프치히에 군대를 주둔시키는데 동의했지만, 작센은 이것이 30년 전쟁이 끝나는 것이라고 믿고 싶었다. 베스트팔렌 조약 이후 작센은 영토를 인정받은 것 외에는 크게 달라진 것이 없었으며 요한 게오르크는 8년 후인 1656년 10월 8일 사망한다.